# 동부두더지
동부두더지(Scalopus aquaticus)는 중간 크기의 북아메리카 두더지류의 일종이다. 동부두더지속(Scalopus)의 유일종이다. 크고 털이 없는 삽 모양의 앞발이 땅을 파기에 적당하도록 발달했다. 캐나다(온타리오)와 멕시코, 그리고 미국 동부 지역의 토착종이다. 북아메리카 두더지류 중에서 가장 널리 분포한다.

## 같이 보기
- 두더지류